# Justin Astley
Justin Astley (* 20. Mai 1983) ist ein englischer Snookerspieler, der zwischen 2002 und 2011 insgesamt drei Spielzeiten lang Profispieler auf der Snooker Main Tour war. In dieser Zeit erreichte er unter anderem das Viertelfinale des Merseyside Professional 2002 und Rang 84 der Snookerweltrangliste.

## Karriere

### Anfänge und erste Profisaison 2002/03
Astley stammt aus Darwen in Lancashire. Er besuchte die Darwen Vale High School und spielte in seiner Jugend auch Fußball, konzentrierte sich dann aber aufs Snooker. Bereits mit 13 Jahren visierte er eine Karriere als Profispieler an. Unterstützung erhielt er von seinem Vater und verschiedenen Vertretern der regionalen Snookerszene, darunter einige Spieler, die in den 1990ern auf der Profitour gewesen waren. Ab Ende der 1990er sammelte er in regionalen Amateurturnieren erste Spielpraxis. Ab etwa dem Jahr 2000 versuchte Astley, sich über die UK Tour / Challenge Tour für die professionelle Snooker Main Tour zu qualifizieren. Zunächst nahm er aber nur an vereinzelten Profiturnieren teil, bei denen er als Challenge-Tour-Spieler teilnahmeberechtigt war (insbesondere an der Qualifikation für die Snookerweltmeisterschaft). Bei weiteren Events schied er früh in den Qualifikationen aus. Dazu nahm er auch an englischen Amateurturnieren wie der English Amateur Championship teil, allerdings ohne allzu großen Erfolg. Bei einem regionalen Amateurturnier 2001 gelang ihm allerdings ein Maximum Break. Mit der Spielzeit 2001/02 intensivierte Astley seine Bemühungen. Er nahm an Events der Challenge Tour und der neuen WSA Open Tour teil und konnte vor allem bei den Events der Open Tour einige gute Ergebnisse einfahren. Auch wenn er kein einziges Endspiel erreicht hatte, belegte er am Ende Platz 2 der Gesamtrangliste. Dies bedeutete, dass Astley für die Saison 2002/03 an der Main Tour teilnehmen konnte und somit Profispieler wurde.
In seiner Debütsaison konnte Astley vereinzelte Achtungserfolge erzielen. Bei der Snookerweltmeisterschaft kam er bis unter die letzten 80 Spieler, schied aber trotzdem noch in der Qualifikation aus, beim Merseyside Professional zog er sogar ins Viertelfinale ein. Letztlich hatte letzteres Turnier allerdings keinen Einfluss auf die wichtige Snookerweltrangliste, wogegen er bei vielen für die Rangliste relevanten Turnieren sehr früh ausschied. Die WM-Qualifikation war im Wesentlichen das einzige Turnier mit Einfluss auf die Weltrangliste, in dem er ein gutes Ergebnis erzielen konnte. Parallel nahm er an den Events der WSA Open Tour teil – mittlerweile eine Serie von Pro/Am-Turnieren ohne direkte Verbindung mit der Profitour –, um zusätzliche Spielpraxis zu erlangen. Am Ende half aber auch das nichts: Auf der Weltrangliste war er am Ende nur auf Rang 108 platziert, zu schlecht, um sich direkt für die nächste Saison zu qualifizieren. Da Astley auch über andere Qualifikationswege keinen Erfolg hatte, wurde er nach nur einem Profijahr 2003 wieder Amateur.

### 2003–2010: Amateurjahre und zweite Profisaison
Trotz dieses enttäuschendes Jahres gab Astley seine Ambitionen nicht auf. Bereits in der nächsten Saison nahm er wieder an der Challenge Tour teil, um sich wieder für die Profitour zu qualifizieren. Zwar waren Astleys Ergebnisse in der nächsten Saison nicht unbedingt schlecht, für eine Qualifikation reichten sie aber nicht aus. Erst eine Viertel- und eine Achtelfinalteilnahme bei den eigenen Events der Challenge Tour 2004/05 verbunden mit einem guten Resultat in der WM-Qualifikation 2005 waren ausreichend, um einen der begehrten Qualifikationsplätze zu bekommen. Somit wurde Astley zur Saison 2005/06 wieder Profispieler. Diesmal konnte Astley bessere Ergebnisse erzielen und stand zweimal in der Runde der letzten 64 eines Ranglistenturnieres. Doch es waren ungünstige Zeiten für neue Profispieler – trotzdem kam Astley nur auf Platz 84 der Weltrangliste, was wieder nicht für eine direkte Qualifikation reichte. Da er auch eine direkte Wiederqualifikation über die Ein-Jahres-Weltrangliste verpasste, wurde er 2006 erneut nach nur einem Profijahr Amateur.
In den folgenden Jahren sammelte Astley auf verschiedenen englischen und walisischen Amateurturnieren zusätzliche Spielpraxis, vor allem bei der sogenannten Pontin’s Pro-Am Series, die in einem Pontin’s-Ferienresort im nordwalisischen Prestatyn ausgetragen wurde. Dort wurde auch die Pontin’s International Open Series, kurz PIOS, veranstaltet, die zwischenzeitlich 2005 die Challenge Tour als Qualifikationstour für die Main Tour abgelöst hatte. Nach seiner Rückkehr in den Amateurstatus 2006 nahm Astley an dieser neuen PIOS ebenfalls teil. Ein Viertel- und ein Halbfinale auf der PIOS 2006/07 und ein Achtelfinale sowie eine Finalteilnahme auf der PIOS 2007/08 waren Achtungserfolge, reichten aber jeweils nur für Platz 20 und damit nicht für ein Ticket auf die Profitour. Mit zwei Achtelfinals auf der PIOS 2008/09 kam er sogar nur auf einen geteilten 38. Platz. Erst in der Saison 2009/10 hatte er mehr Erfolg, als er gleich zweimal im Finale eines Events verlor. Am Ende belegte er Rang 7 der Endwertung und kehrte damit nach vier Jahren als Amateur wieder auf die Profitour zurück.

### 2010–2014: Dritte Profizeit und Karriereende als Amateur
Die Saison 2010/11 war geprägt von der Einführung der Players Tour Championship (PTC), einer Serie von kleinen Profiturnieren mit weniger Einfluss auf die Weltrangliste als normale Ranglistenturnieren. Bei solchen Turnieren konnte Astley einige kleine Erfolge erzielen und erreichte unter anderem zweimal eine Runde der letzten 32. Bei den übrigen Profiturnieren, insbesondere bei den vollwertigen Ranglistenturnieren, schied er fast immer früh aus. Auch wenn er auf einer am Saisonbeginn vorläufigen Rangliste des Weltverbandes sogar auf Platz 78 geführt wurde, stand er am Saisonende nur auf Platz 90. Dies bedeutete, dass Astley zum dritten Mal nach nur einer Saison seinen Profistatus verlor.
Danach versuchte Astley einige Zeit, sich doch noch erneut für die Profitour zu qualifizieren. Regelmäßig nahm er zunächst an den Events der PTC teil, die nach einer vorherigen Amateur-Qualifikation auch nicht-professionellen Spielern offenstanden. Bei einem Event 2011 konnte er sogar den damaligen Weltmeister John Higgins schlagen. Einige gute Ergebnisse führten zu einer Einladung zur Qualifikation der Weltmeisterschaft 2012, wo er sogar bis in die vorletzte Qualifikationsrunde kam. Letztlich verpasste er aber stets die auch über die PTC mögliche Qualifikation für die Profitour. Später probierte er auch über die EBSA Qualifying Tour und die Q School sein Glück. 2012 konnte er beim dritten Q-School-Event das entscheidende Spiel erreichen, verlor aber gegen Joel Walker. Auch wenn er somit eine Qualifikation für den Profistatus verpasste, wurde er zu einigen Profiturnieren der folgenden Saison eingeladen. Bei den Welsh Open konnte er sogar die Runde der letzten 64 erreichen. Letztlich gelang es ihm aber nicht mehr, den Profistatus doch noch wiederzuerlangen. Danach verschlechterten sich sogar seine Resultate bei den Qualifikationsturnieren, ehe er 2014 seine Ambitionen aufgab. Danach nahm er noch sporadisch an einigen Amateurevents in seiner Heimat im sogenannten East Lancashire teil.

## Erfolge
| Ausgang         | Jahr | Turnier                                              | Finalgegner    | Ergebnis |
| --------------- | ---- | ---------------------------------------------------- | -------------- | -------- |
| Amateurturniere |      |                                                      |                |          |
| Zweiter         | 2008 | Pontin’s International Open Series 2007/08 – Event 8 | Liam Highfield | 2:6      |
| Zweiter         | 2010 | Pontin’s International Open Series 2009/10 – Event 7 | Paul Davison   | 2:6      |
| Zweiter         | 2010 | Pontin’s International Open Series 2009/10 – Event 8 | Jack Lisowski  | 1:6      |
| Zweiter         | 2012 | Q School 2012 – Event 3                              | Joel Walker    | 0:4      |